# Lagos (Portugal)
 For alternative betydninger, se Lagos (flertydig). (Se også artikler, som begynder med Lagos)
Lagos er en mindre by på omkring 17.500 indbyggere, som ligger på den sydlige del af Algarvekysten i Portugal, nær den lidt større by Portimão. Lagos er den sydligste by i Portugal.
Portugiserne var opdagelsesrejsende i det 15. århundrede, og dengang havde Lagos stor betydning som udgangspunkt for togterne.
Lagos var velhavende indtil 1755, hvor naturkatastrofer i form af tsunami og jordskælv bevirkede, at mange bygninger faldt sammen. Dog er det lykkedes at bevare flere bygningsværker og slotte fra det 17. århundrede.
Lagos har meget indflydelse fra maurisk stil og fra renæssancen, lige fra byens fæstning til overfloden af kirker, som f.eks. den middelalderlige São João Hermitage, Santa Maria of Misericrida fra det 16. århundrede, Santo Antnio i barok stil og São Sebastião fra det 17. århundrede.
Lagos er en af de mest besøgte byer i Portugal og tilbyder mange surfing-muligheder. Algave-kysten anses for at være ideel til denne sport.
Der er flere strande i nærheden af Lagos, især Meia Praia og Dona Anna ligger meget tæt på byen og Marinaen.
1. ↑  National Institute of Statistics, hentet 19. september 2018 (fra Wikidata).